# Mumbai Challenger 1995
Il Mumbai Challenger 1995 è stato un torneo di tennis facente parte della categoria ATP Challenger Series nell'ambito dell'ATP Challenger Series 1995. Il torneo si è giocato a Bombay in India dal 1° al 7 maggio 1995 su campi in cemento.

## Vincitori

### Singolare
Byron Black ha battuto in finale  Leander Paes con il punteggio di 6–3, 6–4

### Doppio
Byron Black /  Wayne Black hanno battuto in finale  Neville Godwin /  David Nainkin con il punteggio di 6–2, 7–6